# Пюизё-Понтуаз
Пюизё-Понтуаз (фр. Puiseux-Pontoise) — муниципалитет во Франции, в регионе Иль-де-Франс, департамент Валь-д'Уаз. Население — 422 человека (1999).
Муниципалитет расположен на расстоянии около 33 км северо-западнее Парижа, 4 км северо-западнее Сержи.

## Демография
Динамика населения (Cassini и INSEE):